# Суди Англії та Уельсу
Судами Її Величності Англії та Уельсу в Англії та Уельсі є суди з розгляду цивільних і кримінальних справ, відповідальні за відправлення правосуддя в Англії та Уельсі; вони застосовують англійський закон, право Англії та Уельсу і створюються актами Парламенту Сполученого Королівства.
Сполучене Королівство не має єдиної уніфікованої правової системи: Англія та Уельс мають одну систему, Шотландія другу, Північна Ірландія третю. Однак є й винятки з цього правила; наприклад, в імміграційному законодавстві юрисдикція Суду у справах надання притулку та імміграції (Asylum and Immigration Tribunal) поширюється на все Сполучене Королівство, а в галузі трудового права існує єдина система Трибуналів з питань трудових відносин (Employment Tribunals) в Англії, Уельсі та Шотландії (але не в Північній Ірландії). Крім того, військові суди здійснюють правосуддя у Збройних Силах Сполученого Королівства щодо серйозних порушень військового права
Апеляційний суд, Високий суд, Суд Корони, магістратські суди та суди графств перебувають у віданні судів і спеціальної служби Її Величності (Her Majesty's Courts and Tribunals Service), виконавчого органу Міністерства юстиції.

## Верховний суд Сполученого Королівства
Верховний суд (Supreme Court) є вищим апеляційним судом майже у всіх видах справ в Англії та Уельсі. До Акту про конституційну реформу 2005 (Constitutional Reform Act 2005) це було компетенцією Палати лордів. Верховний суд є також найвищим апеляційним судом з питань про делегування влади складовим частинам Великої Британії, які раніше розглядалися в Судовому комітеті Таємної ради (Judicial Committee of the Privy Council).

## Судовий комітет Таємної ради
Таємна рада (Privy Council) є вищим судовим органом для невеликого числа країн Співдружності, колоній, Нормандських островів і острова Мен. Рада також виконує деякі судові функції, такі як розгляд апеляцій на рішення церковних або професійних органів. Судді, які засідають у Судовому комітеті Таємної ради є також членами Верховного суду і Апеляційного суду.

## Вищі суди Англії та Уельсу
Вищі суди Англії й Уельсу були спочатку названі відповідно до суддівських актів як „Верховний Суд“ (Supreme Court of Judicature). В 1981 році були перейменовані у „Верховний суд Англії та Уельсу“ (Supreme Court of England and Wales), і знову на „Вищі суди Англії та Уельсу“ (Senior Courts of England and Wales) Актом про конституційну реформу 2005 року (щоб відрізнити від нового Верховного суду Сполученого Королівства). Вищі суди Англії та Уельсу включають наступні суди:
- Апеляційний суд (формально Апеляційний суд Її Величності в Англії[4])
- Високий суд (формально Високий суд Її Величності в Англії[4])
- Суд Корони

### Апеляційний суд
Апеляційний суд (Court of Appeal) розглядає апеляції на рішення інших судів або трибуналів. Апеляційний суд складається з двох відділень: у цивільних справах розглядає скарги на рішення Високого суду, суду графства і деяких вищих судів, в той час як у кримінальних справах може розглядати апеляції на рішення Суду Корони, але тільки коли винесено обвинувальний вирок (тобто, для тяжких злочинів). Його рішення є обов'язковими для всіх судів крім Верховного суду.

### Високий суд
Високий суд (High Court of Justice) функціонує як суд першої та апеляційної інстанції у окремих видах справ. Він має три відділення — Суд королівської лави, Суд лорда-канцлера та Сімейне відділення. Відділення Високого суду не є окремими судами, але вони мають кілька відмінностей у процедурі і практиці відповідно до їхніх компетенцій. Хоча у конкретних видах справ, що віднесені до відповідного відділення в залежності від його компетенції, кожне відділення може здійснювати юрисдикцію Високого суду. Однак, розгляд справи невідповідним судом може призвести до накладення штрафу.

### Суд Корони
Суд корони (Crown Court) є кримінальним судом як першої, так і апеляційної інстанції, який розглядає обмежену кількість цивільних справ. Він був створений в 1971 році Актом про суди (Courts Act 1971). Суд Корони замінив суд присяжних в результаті чого судді Високого суду періодично подорожують по всій країні для слухання справ, і суд четвертих (квартальних) сесій, які були періодичними судами графств. 
Олд-Бейлі – це неофіційна назву найвідомішого кримінального суду Лондона, який тепер є частиною Суду Корони. Його офіційна назва „Центральний кримінальний суд". Суд Корони розглядає також апеляції на рішення магістратських судів. 
Суд Корони є єдиним судом в Англії та Уельсі, який має юрисдикцію щодо розгляду справ за звинуваченням і при здійсненні такої ролі є також вищим судом у тому, що його рішення не можуть бути переглянуті в адміністративному Суді королівської лави Високого суду.
Суд корони розглядає у першій інстанції найскладніші цивільні справи й апеляції на рішення магістратських судів з кримінальних справ.

## Нижчі суди
Найбільш поширеними нижчими судами в Англії та Уельсі є:
- Магістратські суди
- Суди з розгляду сімейних справ
- Суди у справах неповнолітніх
- Суди графств

### Магістратські суди, суди з розгляду сімейних справ та суди у справах неповнолітніх
Магістратські суди (Magistrates' Courts) очолюються лавою магістратських суддів (мирових суддів) або юридично підготовленим окружним суддею (раніше відомий як оплачуваний магістрат), засідаючи в кожній області. Там немає присяжних. Судді розглядають незначні кримінальні справи. Суди у справах неповнолітніх слухають справи щодо вчинення правопорушення суб’єктами у віці від десяти до сімнадцяти років включно та функціонують під головуванням спеціально навчених досвідчених суддів або окружного судді. Вони часто розглядають більш серйозні справи про правопорушення, вчинені неповнолітніми (які при вчиненні повнолітніми, як правило, розглядаються Судом корони). У судах з розгляду сімейних справ  слухання  не є відкритим для громадськості. Суди у справах неповнолітніх є відкритими для громадського спостереження тільки за погодження сторін, що беруть участь у справі.

### Суди графств
Суди графств – основні органи цивільного судочинства, що мають виключно цивільну юрисдикцію, засідаючи в 92 різних містах та адміністративних центрах по всій Англії та Уельсу. Починаючи з 22 квітня 2014, був лише один Суд графства Англії та Уельсу, де раніше існував цілий ряд судів. Суди графств названі так на честь стародавнього суду шерифа, який був в кожному графстві.
Слухання у судах графств відбувається під головуванням або районного, або окружного судді і, за винятком розгляду таких справ, як громадянські дії проти поліції, суддя здійснює правосуддя самостійно, без допомоги присяжних. Юрисдикція судів графств щодо сімейних питань була передана 22 квітня 2014 суду з розгляду сімейних справ.
До 2014 року, суди графств були місцевими судами в тому сенсі, що кожен суд має територію, на якій поширює свою власну юрисдикцію, наприклад, суд повинен  розглянути  справу щодо володіння землею, якщо майно знаходиться на території поширення юрисдикції цього суду, але в цілому будь-який суд графства в Англії та Уельсі може розглядати будь-які позови і часто вони передаються з суду до суду.

## Спеціалізовані суди і трибунали
Крім того, є багато інших спеціалізованих судів. Вони часто називаються  „трибуналами“, а не судами, але немає ніякої різниці. Наприклад, трибунал з питань трудових відносин (Employment Tribunal). У багатьох випадках рішення даних судів може бути оскаржене в спеціалізованому суді апеляційної інстанції. У разі відсутності відповідного апеляційного суду, єдиним способом вирішення справи є її розгляд у Верховному суді.
Прикладами спеціалізованих судів є:
- Трибунали з питань трудових відносин (раніше Промислові трибунали) з можливістю апелювати рішення до Апеляційного трибуналу по трудовим спорам
- Апеляційний трибунал по трудовим спорам (Employment Appeal Tribunal), який є судом другої інстанції, а, отже, його рішення можуть бути переглянуті тільки Апеляційним судом [5]
- Трибунал першого рівня (First-tier Tribunal) та Верхній трибунал (Upper Tribunal), створені відповідно до Акту про суди і примусове виконання 2007 року (Tribunals, Courts and Enforcement Act 2007), ввібрали функції багатьох вже існуючих трибуналів.

### Суд коронера
Посада коронера є значно давньою, починаючи з 11-го століття, і до сьогодні вони діють для визначення причини смерті громадянина як за кордоном (за підозрілих обставин), так і в самій країні. Під час проведення розслідування він здійснює огляд трупа, опитує свідків, проводить розшук підозрюваної особи, може заарештувати її без санкції суду.

### Церковні суди
Церква Англії є державною (тобто офіційна державна церква) і раніше мала виключну або невиключну юрисдикцію щодо укладення шлюбів і здійснення розлучення, питань щодо заповіту, наклепу та ряду інших справ. З 19-го століття, юрисдикція церковних судів скоротилася в основному до питань пов’язаних з майном церкви та мандрівних священиків. Кожна єпархія має „канцлера“ (або юриста), який виступає як суддя в консисторському суді. Найважливішими церковними судами є Суд архієпископа Кентерберійського та суд архієпископа Йоркського. Ці суди є апеляційними інстанціями щодо судових рішень консисторських судів. Нагляд за діяльністю церковних судів здійснює Відділення королівської лави Високого суду.

### Військові суди
- Військові суди Сполученого Королівства (включають Суд у справах цивільних осіб, Військовий суд і Військовий апеляційний суд)

### Інші суди
- Суд у справах про порушення під час виборів (однорангові суди розгляду петицій проти результатів виборів)
- Лицарський суд (стародавній суд, що скликався у справах, пов’язаних з геральдикою)

## Кримінальні справи
Існує два види кримінального процесу: сумарне провадження і провадження по справах з обвинувальним актом. Для повнолітніх, сумарне провадження відбувається в суді магістратів, у той час як провадження по справах з обвинувальним актом відбувається в Суді Корони. Незважаючи на можливість вибору місця розгляду справи, практично всі кримінальні справи, окрім серйозних, розглядаються магістратськими судами. Можна почати судовий розгляд кримінального злочину з обвинувальним актом в магістратському суді, і потім передати справу безпосередньо до Суду Корони, якби це не було незвично. 
Кримінальна справа у суді магістратів може розпочатися, коли особа звинувачена у скоєнні злочину, а потім силою доставлена до зали суду або після вручення повістки особа у назначений день з’явиться у суді. Повістка вручається, як правило, при незначних злочинах. Слухання (за звинуваченням або викликом) у судах магістратів називають «першою появою». 
Злочини бувають трьох категорій: за обвинувальним актом, сумарні та інші. За обвинувальним актом виділяють такі злочини, як вбивство і зґвалтування, вони повинні розглядатися у Суді Корони. За першої появи роль судді полягає в тому, щоб вирішити, чи слід повернути звинуваченого під заставу або тримати під вартою.
Сумарними, як більшість автомобільних злочинів, є набагато менш серйозні злочини, які повинні бути розглянуті у суді магістратів, хоча деякі (наприклад напад) можуть бути направлені до Суду Корони. Переважна більшість злочинів розглядається у судах магістратів (більше 90% справ).
У будь-якому разі правопорушення середньої тяжкості, такі як крадіжки і, за винятком малоцінних кримінальної злочинів, можуть розглядатися або сумарно (суддями), або суддями і присяжними в Суді Корони. Якщо судді вважають, що той чи інший злочин не стосується їхньої компетенції, вони можуть „відмовитися від юрисдикції“, що означає, що обвинувачений повинен буде з'явитися в Суді Корони. І навпаки, навіть якщо судді прийняли до розгляду таку справу, повнолітній обвинувачений має право змусити суддів передати справу до Суду Корони. Обвинувачені у віці до 18 років не мають такого права, і їх судитимуть у суді у справах неповнолітніх (аналогічних до судів магістратів), якщо справа не стосується вбивства або злочин не є особливо тяжким. 
Суд магістратів проводиться двома способами. Або група (відома як „лава“) „мирових суддів“, або окружний суддя, розглядають справу. Лава має складатися як мінімум з трьох суддів. Альтернативно, справу може розглянути окружний суддя (раніше відомий як оплачуваний магістрат), який буде кваліфікованим юристом і буде засідати окремо, але матиме ті ж самі повноваження, що й мирові судді. Районні судді зазвичай засідають в судах більш „жвавих“ міст.
У Суді Корони справа розглядається рикордером (суддя на неповній ставці), окружним суддею або суддею Високого суду, і судом присяжних. Старшинство судді залежить від серйозності та складності справи. Суд присяжних бере участь тільки якщо відповідач звертається із закликом „не винен“.

## Апеляційні справи
На рішення судів магістратів апеляція може бути подана до Суду Корони або до Адміністративного суду королівської лави відділу Високого суду, у разі виникнення спірних питань у справі. Суд магістратів є нижчим судом, отже, його рішення підлягають перегляду.
Суд корони більш заплутаний. Коли проводиться слухання за обвинувальним актом (судом присяжних) суд вважається вищестоящим, що означає, що його рішення не можуть бути переглянуті і апеляції на рішення Суду Корони може розглядати тільки кримінальне відділення Апеляційного суду.
За інших обставин Суд Корони є нижчим судом, що означає, що його рішення підлягає судовому перегляду. Діючи як нижчий суд, апеляції на рішення даного суду можуть бути розглянуті Апеляційним судом.
Розгляд апеляцій на рішення Високого суду у кримінальних справах належить до компетенції Верховного суду
Апеляції до Верховного суду є відмінними тим, що суд, від якого апеляція надходить (або від Високого суду, або Апеляційного суду) повинен засвідчити, що в цьому є велика громадська необхідність. Цей додатковий механізм контролю, якого немає в цивільних справах означає, що набагато менша кількість апеляцій щодо кримінальних справ розглядається у Верховному суді.

## Цивільні справи
Відповідно до Цивільно процесуального кодексу 1998 року (англ. the Civil Procedure Rules 1998) цивільні позови на суму до £ 10,000 розглядаються в суді графства в рамках „процедури розгляду дрібних позовів“. Це, як правило, відомий широкій публіці „суд дрібних тяжб“, але він не існує як окремий суд. Позови на суму між £ 10.000 і 25.000 можуть бути розглянуті протягом одного дня „шляхом більш швидкого розгляду справи“ і позови понад £ 25,000 - „найшвидшим шляхом“. Така технологія використовується в судовій системі щоб цивільні позови були розглянуті судом графства або Верховним судом в залежності від їх вартості.

## Міжнародні відносини

### Відносини з Європейським судом
Європейський суд (Суд Європейського Союзу) діє тільки як вищий суд для тлумачення права Європейського Союзу. Отже, не існує права на оскарження рішень на будь-якій стадії судового розгляду у Великої Британії до Європейського суду. Тим не менш, будь-який суд у Великій Британії може звертатися до Європейського Суду для роз’яснення норм законодавства Європейського Союзу. Однак, як тільки Європейський суд дав своє тлумачення, справа передається назад до відповідного суду.
Рішення про звернення до Європейського Суду може бути здійснено судом за власною ініціативою або на прохання однієї зі сторін справи. 

### Відносини з Європейським судом з прав людини
Неможливо подати апеляцію на рішення будь-якого суду в Англії та Уельсі до Європейського суду з прав людини (ЄСПЛ). Хоча можна часто почути в медіа, що „апеляції“ приймаються «в Європі», що насправді є не так.
ЄСПЛ є міжнародним судом, який розглядає скарги, що стосуються порушень Європейської конвенції про захист прав людини та основоположних свобод. Незадоволений позивач в Англії та Уельсі може скаржитися до ЄСПЛ, якщо англійський закон порушив його права. Рішення ЄСПЛ не змінить англійський закон, воно береться до уваги  урядом Сполученого Королівства, щоб вирішити, які дії (якщо такі є) здійснити після розгляду справи ЄСПЛ.
Суди в Англії та Уельсі не зобов'язані дотримуватися рішення ЄСПЛ, хоча вони повинні „брати їх до уваги“ при застосуванні Конвенції. Конвенція завжди впливала на рішення судів в Англії та Уельсі, але тепер вона має два додаткові наслідки:
1. суд, будучи державним органом, повинен діяти відповідно до положень Конвенції, що містяться у Акті про права людини 1998 року, який включає в себе вимогу тлумачити закони відповідно до Конвенції;
2. прямі позови можуть бути подані відповідно до Акту про права людини 1998 проти державного органу за порушення прав, передбачених Конвенцією.

## Історія
Майже 300 років з моменту нормандського завоювання до 1362, у судах використовувалась французька мова, а не англійська. До ХХ століття багато юридичних термінів не були ще виражені на латині. Вищі суди Англії та Уельсу були утворені в 1873 році в результаті злиття різних судів, таких, як
- Суд Королівської лави
- Високий канцлерський суд
- Суд казначейства
- Високий суд Адміралтейства
- Суд загальної юрисдикції
- Суд у справах про розлучення та сімейних справ

### Інші історичні суди
- Палата лордів
- Зоряна палата
- Суд Високої комісії
- Ринковий суд
- Суд присяжних
- Суд у справах щодо порушення свободи підприємства
- Суд четвертих квартальних сесій

### Місцеві суди спеціальної юрисдикції
Суди сесії пфальцграфства Честер та Князівства Уельсу були скасовані розділом 14 Акту 1830.
Суд графства Дарем був скасований розділом 2 Акту 1836.
Наступні суди були об'єднані у Високому суді розділом 41 Актом про суди 1971:
- Ланкастерський канцелярський суд
- Даремський канцелярський суд

Розділом 42 замінено суд мера і суд міста Лондона судом графства.
Розділом 43 скасовано:
- Бристольський купецький суд та суд по спорам, що виникають на базарах та ярмарках  міста та графства Бристоль
- Ліверпульський суд з переїзду
- Суд гільдії Норвіча
- Суд письмового провадження Салфорда

Розділ 221 Акту про місцеве самоврядування 1972 року скасував районні цивільні суди, перераховані в Додатку 28 до цього Акту.
Частина II Додатка 4 до Акту про відправлення правосуддя 1977 скоротили юрисдикцію деяких інших невідповідних місцевих судів.